# Camptopoeum frontale
Camptopoeum frontale là một loài Hymenoptera trong họ Andrenidae. Loài này được Fabricius mô tả khoa học năm 1804.